# Sicyopterus rapa
Sicyopterus rapa är en fiskart som beskrevs av Parenti och Maciolek, 1996. Sicyopterus rapa ingår i släktet Sicyopterus och familjen smörbultsfiskar. IUCN kategoriserar arten globalt som starkt hotad. Inga underarter finns listade i Catalogue of Life.